# Spaced
Spaced è una situation comedy britannica creata da Jessica Hynes, Simon Pegg ed Edgar Wright e trasmessa in due stagioni di sette episodi ciascuna tra l'autunno 1999 e la primavera 2001 su Channel 4.

## Personaggi ed interpreti

### Principali
- Tim Bisley (stagioni 1-2), interpretato da Simon Pegg e doppiato da Massimiliano Manfredi.
Un aspirante disegnatore di fumetti, appassionato di videogiochi, film di fantascienza e skateboard. Ha realizzato una graphic novel ma ha paura di essere deriso come già in passato. Lavora in un negozio di fumetti per poi riuscire a trovare un editore per il suo fumetto.
- Daisy Steiner (stagioni 1-2), interpretata da Jessica Hynes e doppiata da Ilaria Stagni.
Un'aspirante scrittrice con difficoltà a concentrarsi ogni volta che è davanti alla macchina da scrivere.
- Marsha Klein (stagioni 1-2), interpretata da Julia Deakin e doppiata da Claudia Balboni.
La proprietaria dell'edificio affittato a Tim e Daisy. Sempre con una sigaretta o un bicchiere di vino rosso in mano, ha una figlia di nome Amber con cui ha continuamente litigi, in passato ha avuto una relazione con Brian il quale cerca sempre di evitarla.
- Brian Topp (stagioni 1-2), interpretato da Mark Heap e doppiato da Gianluca Tusco.
L'inquilino del piano di sotto, è un bizzarro artista di poche parole. Le sue opere rappresentano rabbia, dolore, paura e aggressività.
- Mike Watt (stagioni 1-2), interpretato da Nick Frost.
Il miglior amico di Tim, desidera ardentemente entrare a far parte della British Army ma sfortunatamente non gli è possibile a causa di una caduta da un albero da bambino dovuta proprio a Tim, perciò fa parte della Territorial Army.

### Ricorrenti
- Bilbo Bagshot (stagioni 1-2), interpretato da Bill Bailey.
Il proprietario del negozio di fumetti in cui lavora Tim, una sorta di figura paterna per quest'ultimo.
- Duane Benzie (stagioni 1-2), interpretato da Peter Serafinowicz.
L'ex miglior amico di Tim e fidanzato di Sarah.
- Tyres O'Flaherty (stagioni 1-2), interpretato da Michael Smiley.
- Sarah (stagione 1), interpretata da Anna Wilson-Jones.
L'ex fidanzata di Tim.
- Richard (stagione 1), interpretato da James Lance.
- Sophie (stagione 2), interpretata da Lucy Akhurst.
- Damien Knox (stagione 2), interpretato da Clive Russell.
- Dexter e Cromwell (stagione 2), interpretati da Reece Shearsmith e Jonathan Ryland.

## Episodi
| Stagione         | Episodi | Prima TV originale | Prima TV Italia |
| ---------------- | ------- | ------------------ | --------------- |
| Prima stagione   | 7       | 1999               | 2006            |
| Seconda stagione | 7       | 2001               | inedita         |